# МД-2 (запал)
МД-2 — советский стандартный запал времен Второй мировой войны. Применялся во взрывателях МУВ, МУВ-2 и т.д.

## Конструкция
Конструктивно представляет собой полую втулку с капсюль-детонатором № 8 и капсюлем-воспламенителем КВ-11. Принцип действия: при наколе капсюля-воспламенителя жалом ударника происходит воспламенение накольного состава КВ-11, который по каналу в ниппеле запала инициирует подрыв капсюля-детонатора.

## Тактико-технические характеристики
Масса неснаряженного, грамм — 7,5
Диаметр втулки, мм — 13
Длина, мм — 52-56

## См.также
- ЗДП — аналогичный запал замедленного действия